# Distretto di Cochas (Junín)
Il distretto di Cochas  è uno dei diciassette distretti della provincia di Concepción, in Perù. Si trova nella regione di Junín e si estende su una superficie di 165,05  chilometri quadrati.